# Giải bóng đá nữ Cúp Quốc gia 2022
Giải bóng đá nữ Cúp Quốc gia 2022 là giải bóng đá chỉ dành cho nữ được tổ chức lần thứ tư của giải bóng đá nữ Cúp Quốc gia diễn ra từ ngày 6 tháng 8 đến ngày 21 tháng 8 năm 2022. Cúp Quốc gia nữ 2022 diễn ra tại Sân Trung tâm đào tạo bóng đá trẻ Việt Nam.

## Vòng bảng

### Bảng A
| Thái Nguyên T&T            | 2–0      | Hà Nội II |
| -------------------------- | -------- | --------- |
| Nguyễn Thị Mỹ Anh 44', 52' | Chi tiết |           |

| Thành phố Hồ Chí Minh I                 | 2–0      | Phong Phú Hà Nam II |
| --------------------------------------- | -------- | ------------------- |
| Hà Thị Trang 1' · Trần Thị Thu Thảo 49' | Chi tiết |                     |

| Phong Phú Hà Nam II | 1–6      | Thái Nguyên T&T                                                                                  |
| ------------------- | -------- | ------------------------------------------------------------------------------------------------ |
| Trần Ánh Ngọc 14'   | Chi tiết | Lê Thị Thùy Trang 1', 68', 90+2' · Lê Hoài Lương 36' · Ngọc Minh Chuyên 53' · Trần Thị Nhung 90' |

| Hà Nội II            | 1–4      | Thành phố Hồ Chí Minh I                                    |
| -------------------- | -------- | ---------------------------------------------------------- |
| Nguyễn Minh Nhật 16' | Chi tiết | Nguyễn Thị Bích Thùy 7', 25', 65' · Ngô Thị Hồng Nhung 56' |

| Hà Nội II                                                          | 3–2      | Phong Phú Hà Nam II            |
| ------------------------------------------------------------------ | -------- | ------------------------------ |
| Nguyễn Thị Hằng 14' · Đặng Thanh Thảo 71' · Trần Thị Thùy Linh 77' | Chi tiết | Vũ Thị Hoa 28' · Hồng Châm 67' |

| Thành phố Hồ Chí Minh I                                                        | 3–2      | Thái Nguyên T&T                                       |
| ------------------------------------------------------------------------------ | -------- | ----------------------------------------------------- |
| Đỗ Thị Thúy Kiều 18' · Trần Mai Tuyền 52' (ph,l,nh) · Nguyễn Thị Bích Thùy 86' | Chi tiết | Nguyễn Thị Mỹ Anh 25' · Chương Thị Kiều 81' (ph,l,nh) |

| VT | Đội                     | ST | T | H | B | BT | BB | HS | Đ | Phân hạng    |
| -- | ----------------------- | -- | - | - | - | -- | -- | -- | - | ------------ |
| 1  | Thành phố Hồ Chí Minh I | 3  | 3 | 0 | 0 | 0  | 3  | −3 | 9 | Vòng bán kết |
| 2  | Thái Nguyên T&T         | 3  | 2 | 0 | 1 | 10 | 4  | +6 | 6 | Vòng bán kết |
| 3  | Hà Nội II               | 3  | 1 | 0 | 2 | 4  | 8  | −4 | 3 |              |
| 4  | Phong Phú Hà Nam II     | 3  | 0 | 0 | 3 | 3  | 11 | −8 | 0 |              |

### Bảng B
| Thành phố Hồ Chí Minh II | 0–4      | Than Khoáng Sản Việt Nam                                                                     |
| ------------------------ | -------- | -------------------------------------------------------------------------------------------- |
|                          | Chi tiết | Trần Thị Thu Xuân 15' · Nguyễn Thị Vạn 63' · Dương Thị Vân 67' · Nguyễn Thị Trúc Hương 90+1' |

| Hà Nội I              | 2–0      | Phong Phú Hà Nam I |
| --------------------- | -------- | ------------------ |
| Phạm Hải Yến 27', 50' | Chi tiết |                    |

| Phong Phú Hà Nam I                                                           | 4–1      | Thành phố Hồ Chí Minh II           |
| ---------------------------------------------------------------------------- | -------- | ---------------------------------- |
| Nguyễn Thị Tuyết Dung 51', 69' · Hà Thị Ngọc Uyên 55' · Nguyễn Thị Quỳnh 83' | Chi tiết | Trần Thị Thu Hường 90+1' (ph.l.nh) |

| Than Khoáng Sản Việt Nam | 0–2      | Hà Nội I                                    |
| ------------------------ | -------- | ------------------------------------------- |
|                          | Chi tiết | Phạm Hải Yến 27' · Nguyễn Thị Thanh Nhã 66' |

| Than Khoáng Sản Việt Nam                      | 2–0      | Phong Phú Hà Nam I |
| --------------------------------------------- | -------- | ------------------ |
| Nguyễn Thị Thúy Hằng 32' · Nguyễn Thị Vạn 43' | Chi tiết |                    |

| Hà Nội I | 5–0      | Thành phố Hồ Chí Minh II |
| --- | -------- | ------------------------ |
| Phạm Hải Yến 10' · Ngân Thị Vạn Sự 34' · Trần Thị Thương 48' · Trần Thị Phương 69' · Phạm Thúy An 79' (ph.l.nh) | Chi tiết |                          |

| VT | Đội                      | ST | T | H | B | BT | BB | HS  | Đ | Phân hạng    |
| -- | ------------------------ | -- | - | - | - | -- | -- | --- | - | ------------ |
| 1  | Hà Nội I                 | 3  | 3 | 0 | 0 | 8  | 0  | +8  | 9 | Vòng bán kết |
| 2  | Than Khoáng Sản Việt Nam | 3  | 2 | 0 | 1 | 6  | 2  | +4  | 6 | Vòng bán kết |
| 3  | Phong Phú Hà Nam I       | 3  | 1 | 0 | 2 | 4  | 5  | −1  | 3 |              |
| 4  | Thành phố Hồ Chí Minh II | 3  | 0 | 0 | 3 | 1  | 13 | −12 | 0 |              |

## Vòng bán kết
| Thành phố Hồ Chí Minh I   | 1–0      | Than Khoáng Sản Việt Nam |
| ------------------------- | -------- | ------------------------ |
| - Trần Nguyễn Bảo Châu 5' | Chi tiết |                          |

| Hà Nội I                   | 1–0      | Thái Nguyên T&T |
| -------------------------- | -------- | --------------- |
| - Nguyễn Thị Lan Hương 63' | Chi tiết |                 |

## Trận tranh hạng ba
| Than Khoáng Sản Việt Nam                          | 3–0      | Thái Nguyên T&T           |
| ------------------------------------------------- | -------- | ------------------------- |
| - Nguyễn Thị Thúy 43', 61' - Phạm Hoàng Quỳnh 87' | Chi tiết | - Lê Trịnh Khánh Linh 82' |

## Trận chung kết
| Hà Nội I                                                                                    | 0–0      | Thành phố Hồ Chí Minh I                                                                           |
| ------------------------------------------------------------------------------------------- | -------- | ------------------------------------------------------------------------------------------------- |
|                                                                                             | Chi tiết |                                                                                                   |
| Loạt sút luân lưu                                                                           |          |                                                                                                   |
| Nguyễn Thanh Huyền · Hồ Thị Quỳnh · Nguyễn Thị Thanh Nhã · Trần Thị Hải Linh · Phạm Hải Yến | 4–5      | Nguyễn Thị Bích Thùy · Trần Nguyễn Bảo Châu · Trần Thị Thùy Trang · Huỳnh Như · Trần Thị Thu Thảo |

## Tổng kết toàn giải
- Đội Vô địch: Thành phố Hồ Chí Minh I
- Đội thứ Nhì: Hà Nội I
- Đội thứ Ba: Than Khoáng Sản Việt Nam
- Đội đạt giải phong cách: Than Khoáng Sản Việt Nam
- Cầu thủ xuất sắc nhất giải: Bùi Thúy An (Hà Nội I)
- Thủ môn xuất sắc nhất giải: Trần Thị Kim Thanh (Thành phố Hồ Chí Minh I)
- Vua phá lưới: Nguyễn Thị Bích Thùy (Thành phố Hồ Chí Minh, 4 bàn) và Phạm Hải Yến (Hà Nội I, 4 bàn)